# Olympische Sommerspiele 1908/Leichtathletik – 3200 m Hindernis (Männer)
Der 3200-Meter-Hindernislauf der Männer bei den Olympischen Spielen 1908 in London wurde am 18. Juli 1908 im White City Stadium entschieden. Tags zuvor wurden in sechs Vorläufen die Finalisten ermittelt. Die Strecke führte über 3200 Meter.
Der Hindernislauf stand bereits seit 1900 mit unterschiedlichen Streckenlängen und verschiedenen Hindernissen auf dem olympischen Programm, doch die heute übliche Länge von 3000 Metern wurde erst 1920 als Standard eingeführt. In London ging das Rennen erst- und auch letztmals über eine Distanz von 3200 Metern, was ungefähr den damals in Großbritannien üblichen 2-Meilen-Rennen entsprach.
Olympiasieger wurde der Brite Arthur Russell vor seinem Landsmann Arthur Robertson. Der US-Amerikaner John Eisele gewann die Bronzemedaille.

## Rekorde
| Weltbestzeit | 10:49,8 min | Arthur Russell | Großbritannien | 1908 |

Anmerkungen:
- Im Hindernislauf wurden bis 1953 wegen der noch nicht standardisierten Regeln für die Hindernisse keine Weltrekorde, sondern nur Weltbestleistungen geführt[1]. 1908 waren in allen Disziplinen sowohl die Weltrekorde als auch die Weltbestleistungen noch inoffiziell.
- Da der Wettbewerb in dieser Form vorher noch nicht im olympischen Programm gestanden hatte, gab es noch keinen olympischen Rekord.

Folgende Rekorde wurden bei diesen Olympischen Spielen über 3200 Meter Hindernis gebrochen oder eingestellt:
| WBL | 10:47,8 min | Arthur Russell | Großbritannien | Finale, 18. Juli |
| --- | ----------- | -------------- | -------------- | ---------------- |

## Ergebnisse

### Vorläufe (17. Juli)
In sechs Vorläufen wurden die Finalteilnehmer ermittelt. Nur die jeweiligen Vorlaufsieger qualifizierten sich für den Endlauf.

#### 1. Vorlauf
| Platz | Athlet             | Land           | Zeit (min) |
| ----- | ------------------ | -------------- | ---------- |
| 1     | Arthur Russell     | Großbritannien | 10:56,2    |
| 2     | Massimo Cartasegna | Italien        | 11:15,0    |
|       | Gaston Ragueneau   | Frankreich     | DNF        |
|       | Edward Carr        | USA            | DNF        |
|       | Thomas Downing     | Großbritannien | DSQ        |

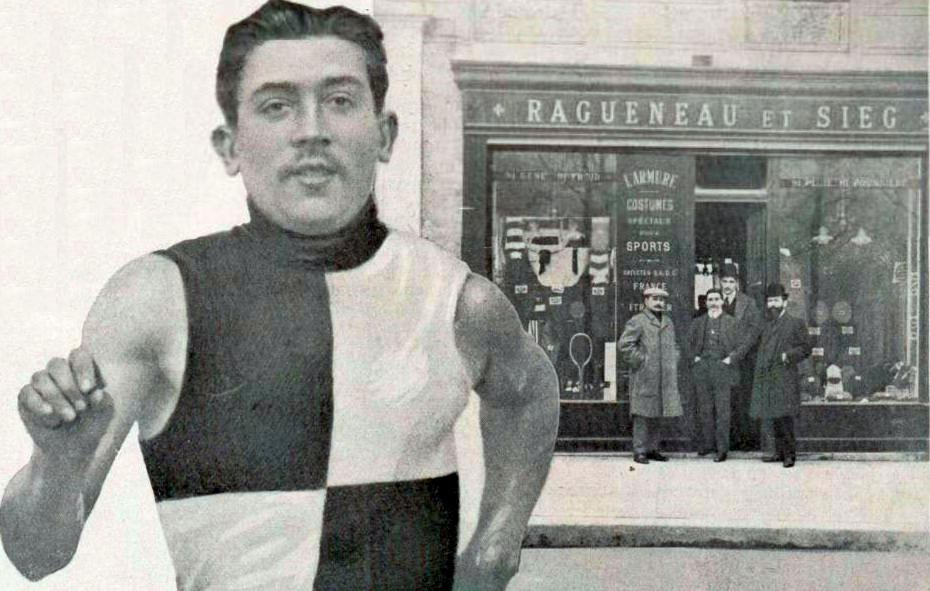
Gaston Ragueneau gab im ersten Vorlauf das Rennen auf

Arthur Russell untermauerte mit dem schnellsten Vorlauf seine Favoritenstellung und kam seiner Weltbestzeit bereits recht nahe.

#### 2. Vorlauf

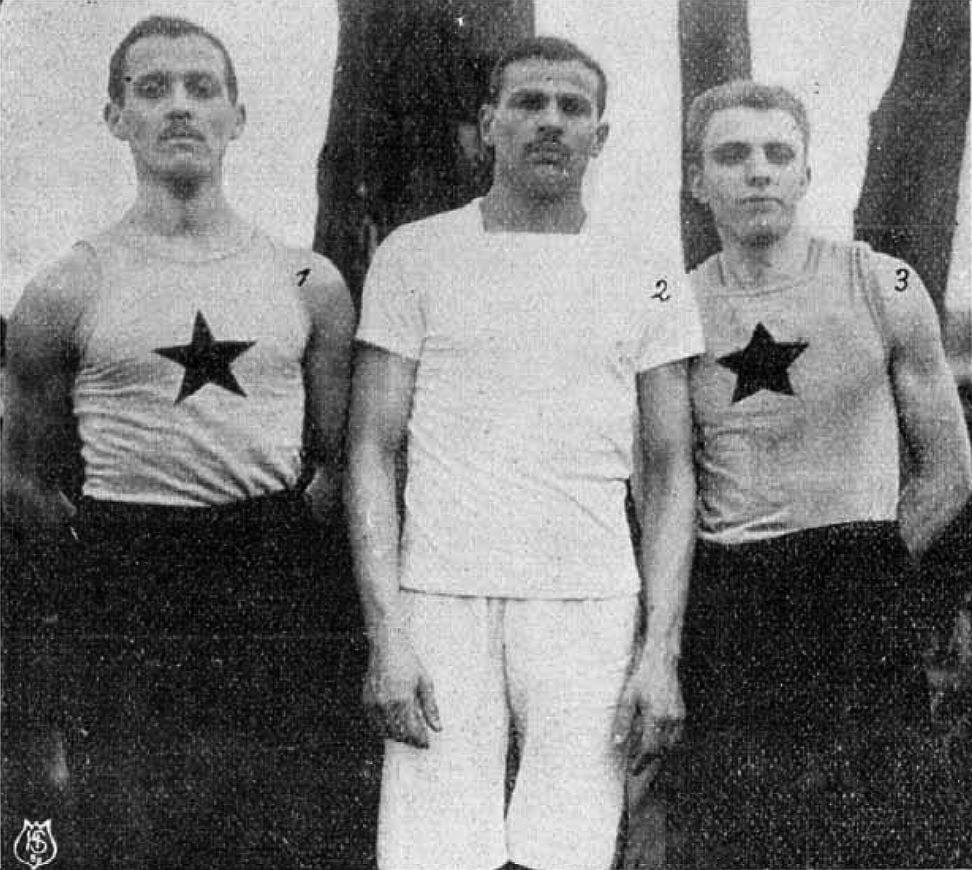
Antal Lovas (Mitte) – im zweiten Vorlauf nicht im Ziel
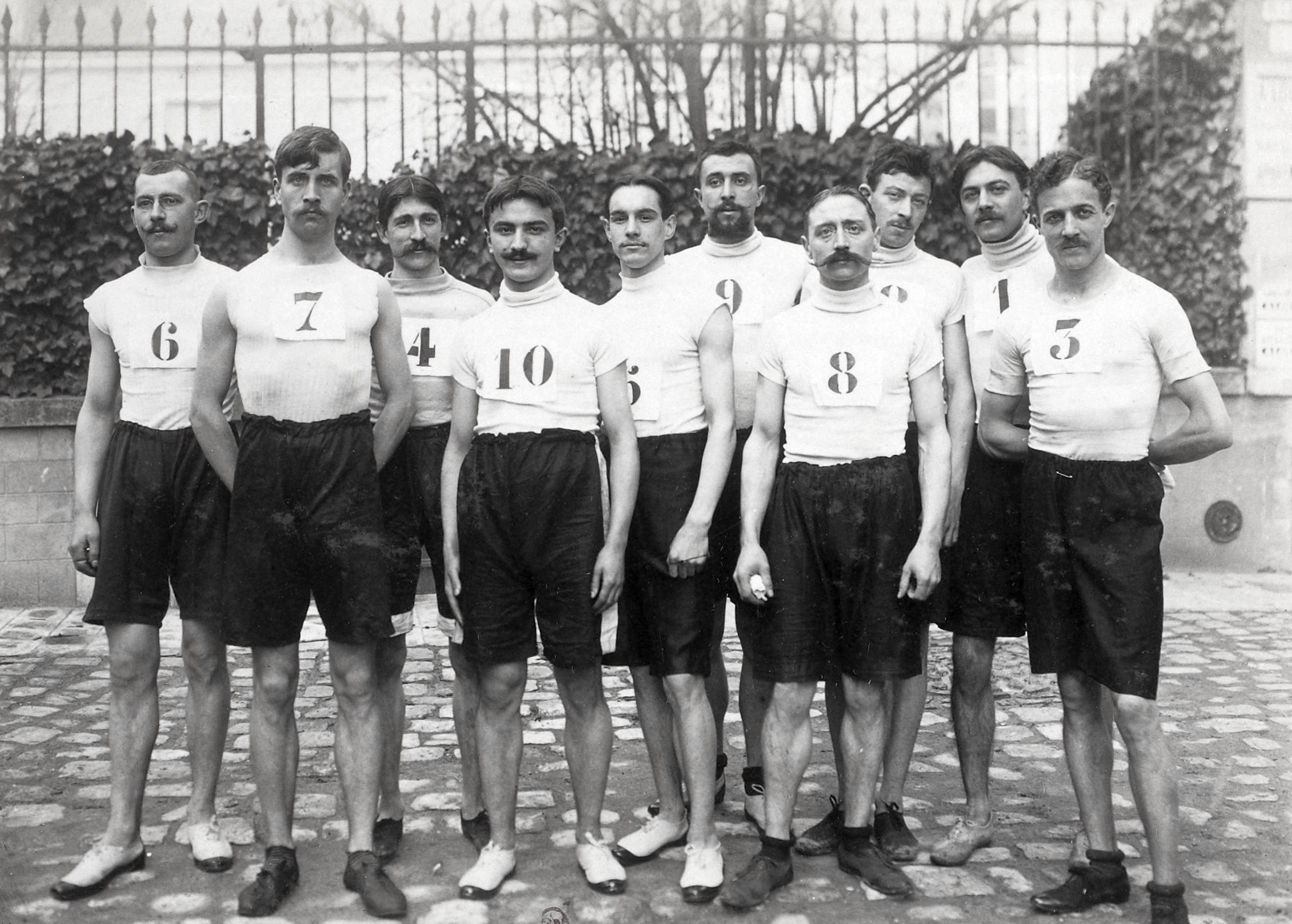
Louis Bonniot de Fleurac – hier im Team des Racing Club de France (Nummer 3) im Jahre 1902 – zweiten Vorlauf nicht beendet

| Platz | Athlet                   | Land           | Zeit (min) |
| ----- | ------------------------ | -------------- | ---------- |
| 1     | John Eisele              | USA            | 11:13,6    |
|       | Antal Lovas              | Ungarn         | DNF        |
|       | Louis Bonniot de Fleurac | Frankreich     | DNF        |
|       | Frank Buckley            | Großbritannien | DNF        |
|       | Joseph English           | Großbritannien | DNF        |

#### 3. Vorlauf
| Platz | Athlet            | Land           | Zeit (min) |
| ----- | ----------------- | -------------- | ---------- |
| 1     | William Galbraith | Kanada         | 11:12,4    |
|       | Henry Barker      | Großbritannien | DNF        |

#### 4. Vorlauf

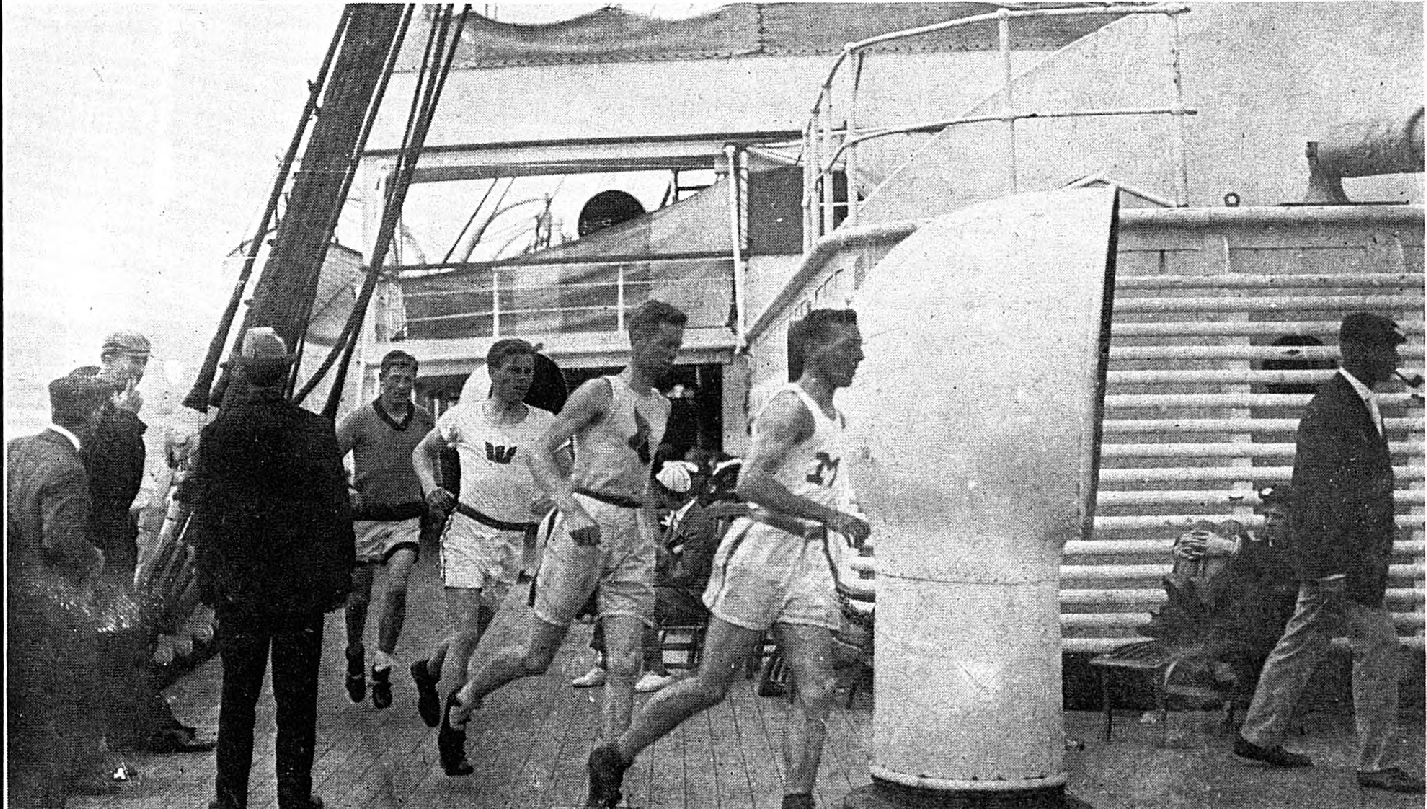
Training der US-amerikanischen Läufer auf dem Schiff bei der Überfahrt nach London, in führender Position Gayle Dull, ausgeschieden als Zweiter des vierten Vorlaufs
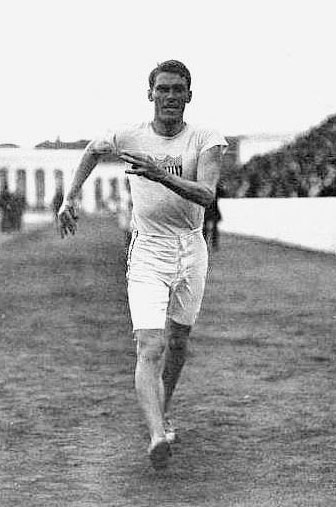
George Bonhag – erfolgreicher Mittelstreckler und Sieger des Gehwettbewerbs bei den Athener Zwischenspielen 1906 – gab in seinem Vorlauf das Rennen auf

| Platz | Athlet           | Land           | Zeit (min) |
| ----- | ---------------- | -------------- | ---------- |
| 1     | Arthur Robertson | Großbritannien | 11:10,0    |
| 2     | Gayle Dull       | USA            | k. A.      |
|       | George Bonhag    | USA            | DNF        |
|       | Richard Yorke    | Großbritannien | DSQ        |

Gayle Dull hatte im Ziel 220 Yards Rückstand auf den Gewinner Arthur Robertson.
Seine Zeit wurde auf 11:50 min geschätzt.

#### 5. Vorlauf
| Platz | Athlet         | Land           | Zeit (min) |
| ----- | -------------- | -------------- | ---------- |
| 1     | Guy Holdaway   | Großbritannien | 11:18,8    |
| 2     | Joseph Kinchin | Großbritannien | k. A.      |
| 3     | Roland Spitzer | USA            | k. A.      |
| 4     | Charles Hall   | USA            | k. A.      |

Joseph Kinchin hatte im Ziel einhundert Yards Rückstand auf den Sieger Guy Holdaway. Seine Zeit wurde auf 11:44 min geschätzt.

#### 6. Vorlauf

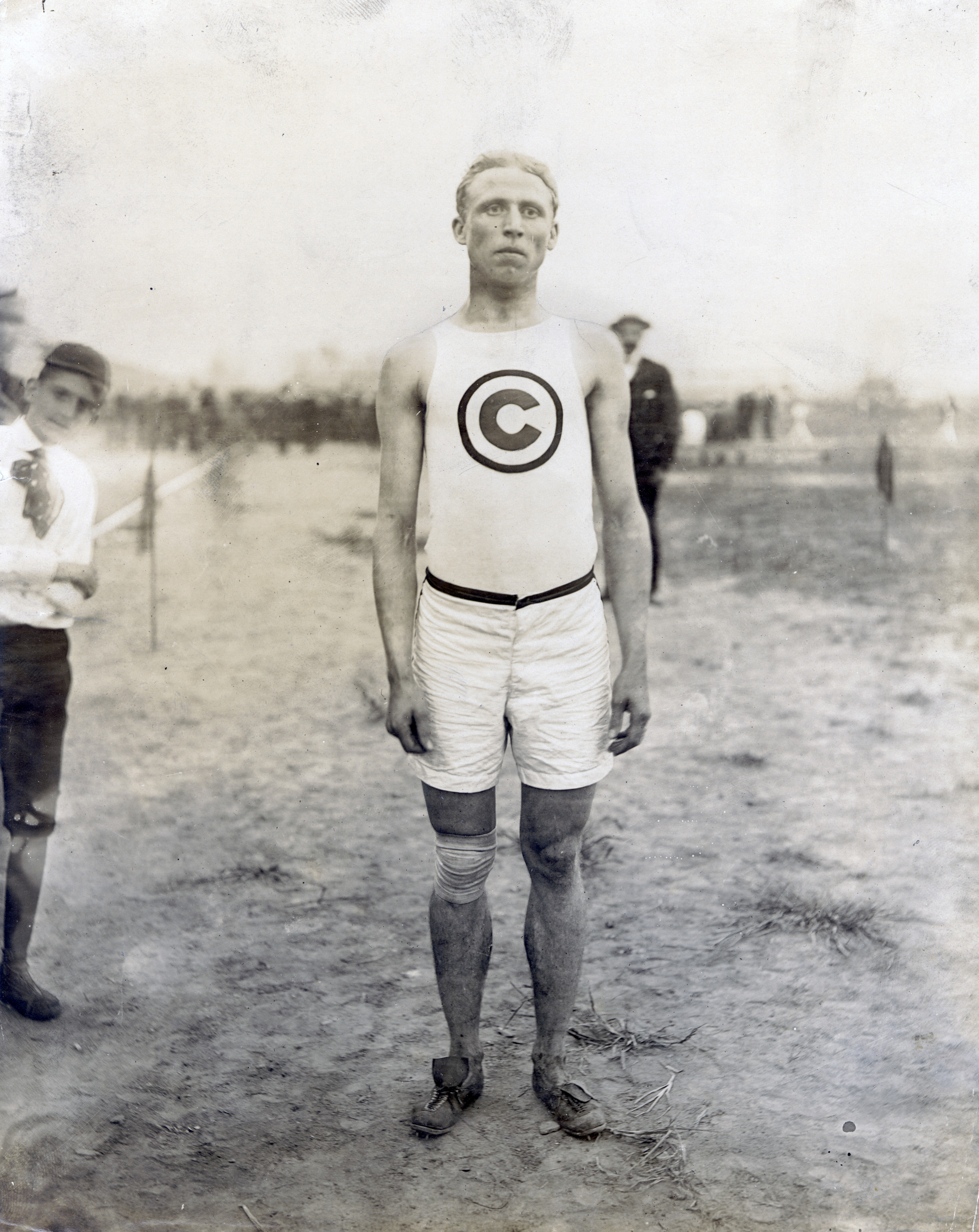
Der Dreifacholympiasieger von 1904 James Lightbody schied auch in dieser Disziplin in seinem Vorlauf aus

| Platz | Athlet          | Land           | Zeit (min) |
| ----- | --------------- | -------------- | ---------- |
| 1     | Harry Sewell    | Großbritannien | 11:30,2    |
| 2     | James Lightbody | USA            | 11:41,0    |
|       | John Fitzgerald | Kanada         | DNF        |
|       | Billy Grantham  | Großbritannien | DNF        |

Der Olympiasieger von 1904 James Lightbody wurde um zehnYards geschlagen.

### Finale (18. Juli)
| Platz | Athlet            | Land           | Zeit (min)  |
| ----- | ----------------- | -------------- | ----------- |
| 1     | Arthur Russell    | Großbritannien | 10:47,8 WBL |
| 2     | Arthur Robertson  | Großbritannien | 10:48,80000 |
| 3     | John Eisele       | USA            | 11:00,80000 |
| 4     | Guy Holdaway      | Großbritannien | k. A.0000   |
| 5     | Harry Sewell      | Großbritannien | k. A.0000   |
| 6     | William Galbraith | Kanada         | k. A.0000   |

Eingangs der letzten Runde lagen die drei späteren Medaillengewinner noch beisammen. Eine halbe Runde später übernahm Arthur Robertson, Spitzname „Archie“, die Führung und John Eisele verlor den Anschluss, behauptete später aber Platz drei. Arthur Russell überholte Robertson am Wassergraben und hielt eine Führung von zwei Yards. Er gewann mit neuer Weltbestzeit, auch Robertson blieb unter Russels bisheriger Bestmarke.

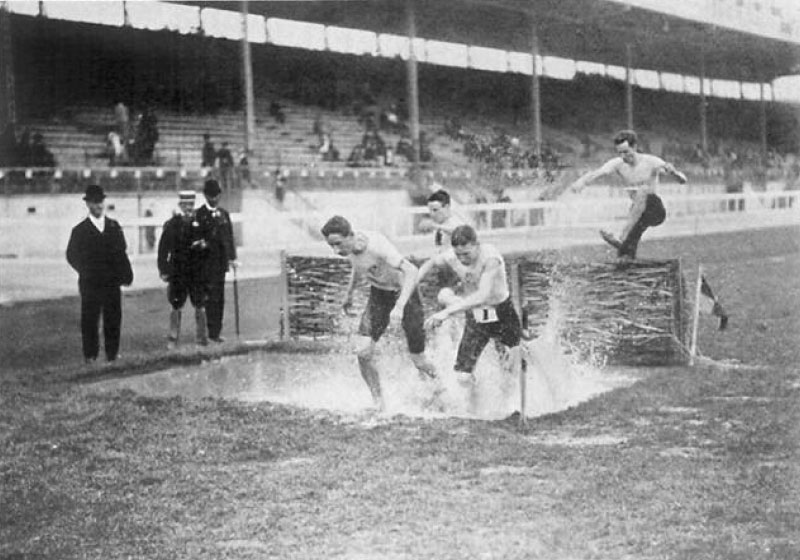
Die Hindernisläufer beim Überqueren des Wassergrabens während der Spiele in London
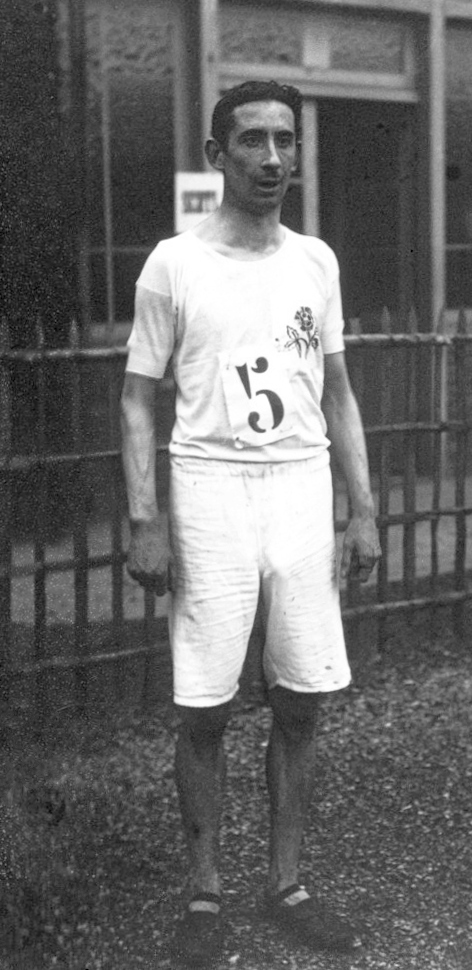
Der Olympiazweite Arthur Robertson